# ГАЕС Сoo I, II
ГАЕС Coo I, II – гідроакумулювальна електростанція у Бельгії. Знаходиться у сточищі річки Амель, правої притоки Урту, котрий в свою чергу є правим допливом Маасу (впадає до Північного моря утворюючи спільну дельту з Рейном).
Нижній резервуар для роботи станції створили у висохлому меандрі Амелі, виходи з якого перекрили двома насипними спорудами висотою 20 та 30 метрів при довжині 335 та 245 метрів. Вони утворили вигнуту півколом водойму з площею поверхні 0,71 км2 та об'ємом 8,5 млн м3.
Над нею на висотах лівобережжя Амелі за допомогою кільцевих насипних дамб створили два верхні резервуари (по одному для кожної черги станції). Висота дамб становить 50 та 55 метрів при довжині 1750 та 1800 метрів. Вони утримують дві водойми з площею поверхні по 0,2 км2, сукупний об’єм яких дорівнює об’єму нижнього резервуару.
У 1969 році ввели в експлуатацію першу чергу з трьома оборотними турбінами типу Френсіс потужністю по 158 МВт, а в кінці наступного десятиліття стала до ладу друга черга так само з трьома турбінами, проте потужністю по 230 МВт. В своїй роботі агрегати використовують напір від 230 до 275 метрів.